# Histoire philatélique et postale des Alpes-Maritimes
Ceci est une introduction à l'histoire postale et philatélique  du département des Alpes-Maritimes et du Comté de Nice.

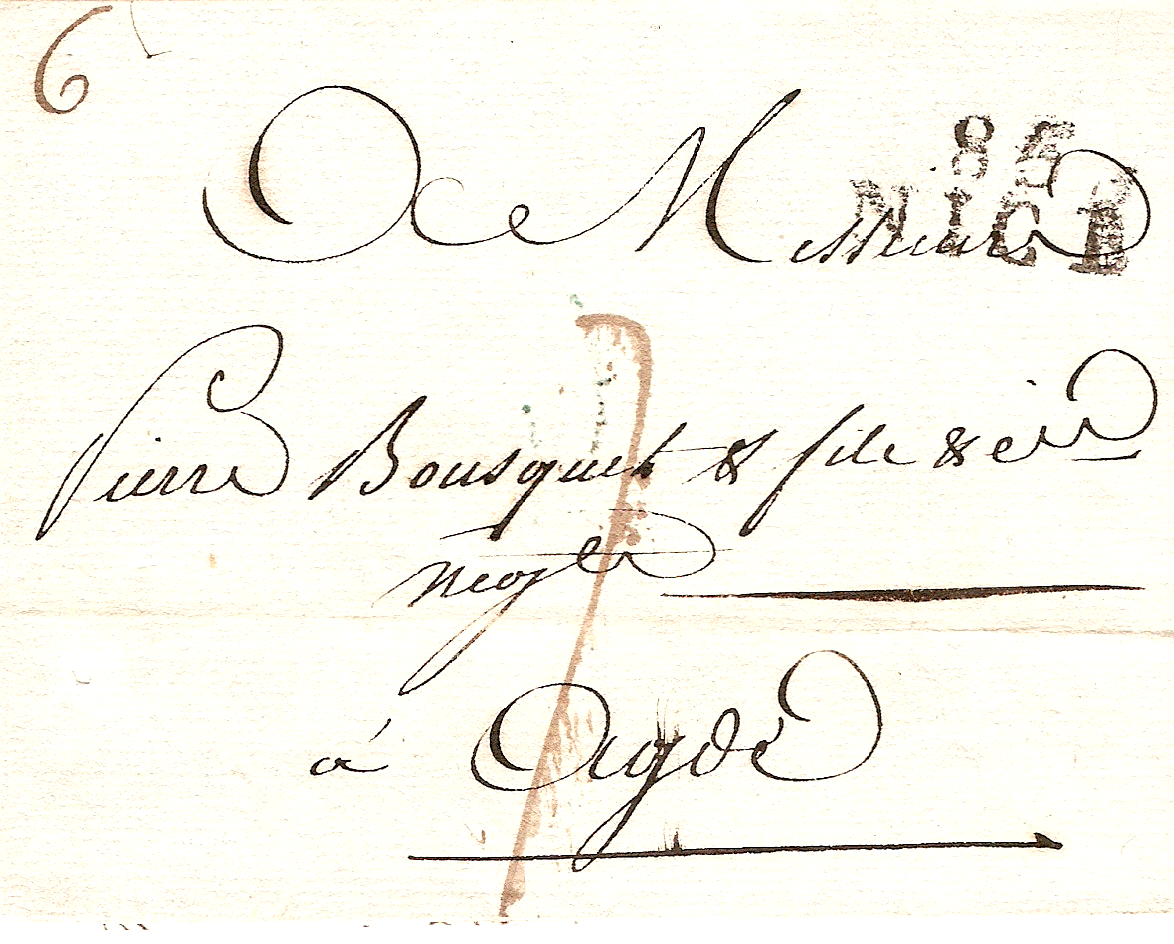
Lettre de Nice de 1804 avec marque postale 85 NICE

## Département français de 1793 à 1814
Le Comté de Nice a été occupé par la France peu après la Révolution française et sous l'Empire. Cette région a été organisée en départements (voir Liste des 130 départements de 1811. L'administration postale a donc mis en place des marques postales linéaires sur le même modèle que celui de la France.
Le département des Alpes-Maritimes, résultat de cette occupation, fait partie du premier ensemble de départements organisés par la Convention en 1792, à la suite des premières victoires de la Révolution.
On lui a attribué le numéro 85.
La table ci-dessous énumère les différents bureaux de poste avec des exemples de marques postales utilisées. Les marques de type « P 85 P » étaient utilisées pour les envois en port payé. Les marques dites de déboursé correspondent à des problèmes d'acheminement. La plupart des marques ont donné lieu à plusieurs tampon de format différent (dimensions). Plusieurs couleurs d'encre ont également été employées. Pour les collectionneurs, les cotations sont naturellement très différentes entre ces diverses variétés.

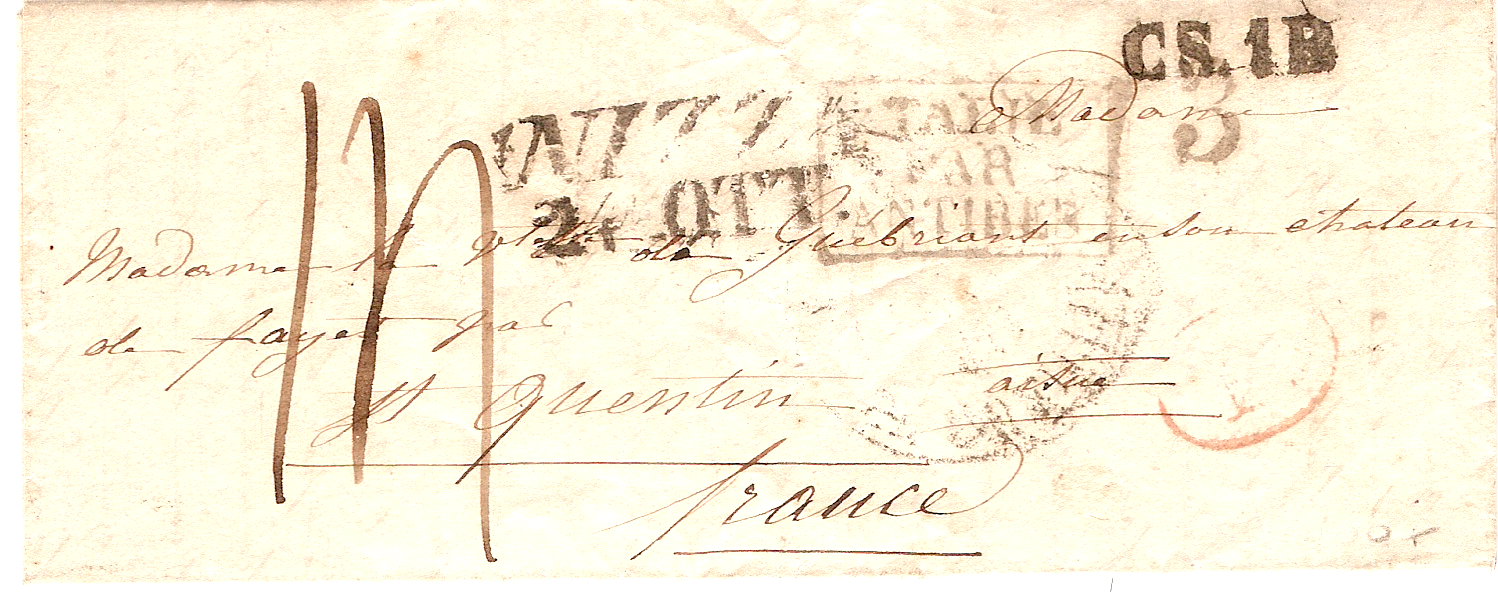
Lettre de Nice avec marque postale sarde NIZZA

| Ville                   | Marque (exemple)             | Date        | Cotation           | remarques                                |
| ----------------------- | ---------------------------- | ----------- | ------------------ | ---------------------------------------- |
| Nice                    | 85 / NICE                    | 1794 - 1814 | C                  | 2 formats                                |
| Nice                    | P. 85 P. / NICE              | 1794 - 1814 | de D à E           | 2 formats, en noir et en rouge           |
| Nice                    | DEB.NICE                     | 1802 - 1814 | E                  |                                          |
| Menton                  | 85 / MENTON                  | 1794 - 1795 |                    |                                          |
| Monaco                  | 78 / MONACO                  | 1792 - 1793 | E (rouge) F (noir) | Le numéro 78 correspond au Var           |
| Monaco                  | Municipalité de FORT-HERCULE | 1793        |                    | marque manuscrite                        |
| Monaco                  | 85 / Fort-Hercule            | 1793        |                    |                                          |
| Monaco                  | 85 / MONACO                  | 1793 - 1915 | D (noir) E (rouge) |                                          |
| Monaco                  | P. 85. P. / MONACO           | 1793 - 1797 |                    | Monaco est redevenu indépendant en 1861. |
| Puget-Théniers          | 85 / LE PUGET                |             |                    |                                          |
| Sanremo                 | 85 / SAN REMO                |             |                    |                                          |
| Sanremo                 | P. 85. P. / SAN REMO         |             |                    | Actuellement en Italie.                  |
| Sospel                  | 85 / SOSPELLO                |             |                    |                                          |
| Saint-Sauveur-sur-Tinée | 85 / St SAUVEUR              |             |                    |                                          |
| Tende                   | 85 / TENDE                   |             |                    |                                          |
| Utelle                  | 85 / HUTELLE                 |             |                    |                                          |
|                         | 85 / UTELLE                  |             |                    |                                          |
| Vintimille              | 85 / VINTIMILLE              |             |                    | Actuellement en Italie                   |

## Le comté de Nice dans le royaume de Sardaigne
Le comté revient, le 23 avril 1814, sous le contrôle du roi de Sardaigne Victor-Emmanuel Ier (1759-1824).
Le système postal sarde s'applique alors comme le montre la lettre ci-jointe :
- La vile de Nice s'appelle maintenant NIZZA
- Pour aller en France, on passe sous le régime des courriers internationaux (avec marque d'entrée "Italie par Antibes").
- Le cachet dateur du départ « 24 OTT » est italien.

Les premiers timbres utilisés à partir de 1851 seront ceux du royaume de Sardaigne.

## La composante varoise
Une partie du département actuel était rattachée au département du Var. Il s'agissait plus précisément de l'Arrondissement de Grasse (avec notamment Antibes, Cannes, Grasse).
On trouvera donc des marques postales linéaires telles que :
- 78 ANTIBES
- P 78 P ANTIBES
- 78 CANNES
- 78 GRASSE

## Nouveau département des Alpes-Maritimes

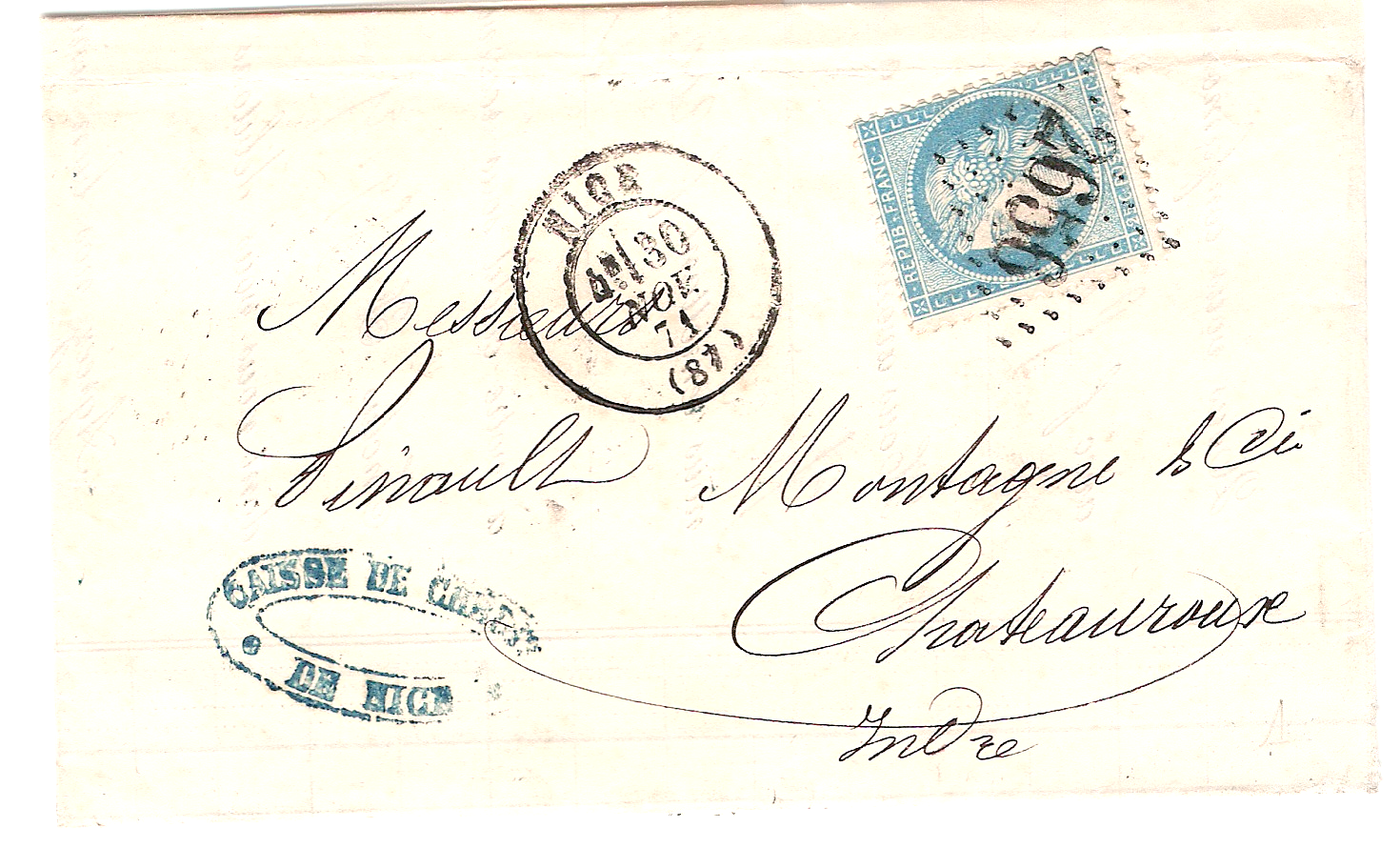
Lettre de Nice de 1871 avec cachet GC 2656

L'annexion du comté de Nice en 1860 a été tardive par rapport à la mise en place des cachets oblitérants à petits chiffres. Les numéros de cachet "petits chiffres" ne suivent donc pas l'ordre alphabétique initialement prévu. Cette particularité a été supprimée lors du passage aux "gros chiffres" en  1862.
En revanche les communes qui appartenaient au département du Var avant d'être rattachées aux Alpes-Maritimes (comme Antibes ou Cannes par exemple) sont bien intégrées à la première numérotation.
En voici quelques exemples :
| Ville ou commune | Petits chiffres | Gros chiffres |
| ---------------- | --------------- | ------------- |
| Antibes          | 93              | 117           |
| Breil            | 4205            | 607           |
| Broc (le)        | 541             | 648           |
| Cagnes           | 579             | 692           |
| Cannes           | 601             | 720           |
| Clans            | 974             | 1041          |
| Contes           | 4267            | 1119          |
| Menton           | 4220            | 2316          |
| Nice             | 4226            | 2656          |

### Les oblitérations losange petits chiffres
| N° Bureau | Ville          | Libellé cachet à date  | date (début) | Cotation |
| --------- | -------------- | ---------------------- | ------------ | -------- |
| 93        | Antibes        | ANTIBES (78)           | 1852         | de C à D |
| 93        | Antibes        | ANTIBES (87)           | 1862         | D        |
| 4205      | Breil-sur-Roya | BREIL (87)             | 1860         | E        |
| 541       | Le Broc        | Le BROC (78) - type 22 | 1860         | E        |
| 601       | Cannes         | CANNES (78)            | 1852         | C        |
| 601       | Cannes         | CANNES (87)            | 1862         | de C à D |

### Les oblitérations losange gros chiffres
| N° Bureau | Ville           | Libellé cachet à date     | date (début) | Cotation |
| --------- | --------------- | ------------------------- | ------------ | -------- |
| 117       | Antibes         | ANTIBES (87)              | 1862         | C        |
| 4633      | Le Bar-sur-Loup | BAR-SUR-LE-LOUP - type 22 | 1867         | D        |
| 607       | Breil-sur-Roya  | BREIL (87)                | 1862         | D        |
| 720       | Cannes          | CANNES (87)               | 1862         | C        |
| 720       | Cannes          | CANNES (87) - PCGC        | 1862         | D        |

## Les oblitérations mécaniques

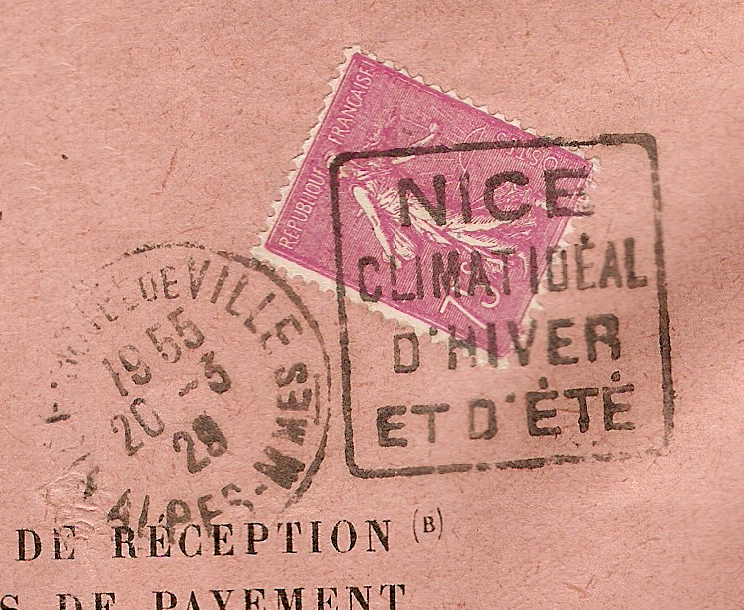
Daguin Nice Hôtel de Ville

### Daguin
Les machines Daguin ont été utilisées dans différents bureaux sous leur forme jumelée :
- Nice (1886),
- Nice Gare (1905),
- Cannes (1913).

Les premières oblitérations mécaniques à flammes Daguin sont apparues bien plus tard. Elles obligent à présenter une ville avec un slogan de quelques mots.
| Ville ou commune    | Date | Message                                                   |
| ------------------- | ---- | --------------------------------------------------------- |
| Antibes             | 1925 | ANTIBES / SON CAP.SA PLAGE / DE JUAN LES PINS / ETE HIVER |
| Menton              | 1924 | MENTON /*LA PERLE / DE LA / FRANCE*/ E. RECLUS            |
| Nice                | 1924 | CARNAVAL / DE NICE / EN FEVRIER                           |
| Nice                | 1924 | NICE / SON SOLEIL / SON AZUR / SES SITES                  |
| Nice Hôtel de Ville | 1924 | NICE / CLIMAT IDÉAL / D'HIVER / ET D'ÉTÉ                  |

## Sujets des Alpes-Maritimes sur les timbres de France
- 5 octobre 1942 —  Blason de Nice (4,50 francs + 6 francs), création d’Achille Ouvré[6]
- 26 juin 1946  —  Blason du comté de Nice (60 centimes), création de Robert Louis[7]
- 17 octobre 1955 — Nice (série sites et monuments, 1 franc bleu clair)[8]
- 17 mai 1958 — Blason de Nice (2 francs), création de Robert Louis[9]
- 25 mars 1960 — Rattachement de Nice à la France (0,50 franc)[10]
- 14 juin 2010 — 150e anniversaire du rattachement de Nice a la France (0,56 euro)[11]